# Åsgökbi
Åsgökbi (Nomada obscura) är en biart som beskrevs av Johan Wilhelm Zetterstedt 1838. Den ingår i släktet gökbin och familjen långtungebin. Inga underarter finns listade i Catalogue of Life.

## Beskrivning
Ett avlångt och mörkt bi med övervägande svart huvud och mellankropp. Honan har rödbruna teckningar i ansiktets undre del, på skulderhörnen och vid vingfästena, hanen på käkarnas innedel och kinderna. Större delen av antennerna är rödbruna, hos hanen endast undersidan. Benen är rödbruna hos båda könen med undantag av de svarta låren. Bakkroppen har svart grundfärg; hos honan har tergiterna 1 till 3 rödbrun mittdel. Hos båda könen har sidorna av tergit 2 och 3 oregelbundna gulvita fläckar; hos hanen kan det finnas svaga, rödbruna markeringar i kanten av dessa. Arten är liten, med en kroppslängd av 7 till 9 mm.

## Ekologi
Habitatet omfattar glest skogbevuxna sand-, grus- och moränområden, sand- och grustag, vägar och stigar med naken sand, torra hedar samt skogsbryn.
Åsgökbiet bygger inga egna bon, utan larven lever som boparasit hos åssandbi där den dödar ägget eller larven och lever på det insamlade matförrådet. Arten håller till i liknande habitat som värdarten, gles skog på sand- eller grusmark, sand- och grustag, vägrenar, stigar och annan grus- eller sandmark med eroderat eller på annat sätt blottad växtyta. På kontinenten är åsgökbiet främst en bergsart som går upp till 1 450 meter. Flygtiden varar från april till maj. Precis som värdarten besöker den videarter, men också andra tidiga vårarter som hästhov, maskrosor, skärvfröarten Thlaspi alpestre och ljung.

## Utbredning
Utbredningsområdet omfattar Nord-, Central- och Östeuropa från Belgien och Nederländerna i väst över Tyskland, Schweiz, Tjeckien, Polen, Ungern till Estland, Litauen och vidare österut till asiatiska Ryssland. Norrut når det till Norden.
I Sverige finns arten i Sydsverige, dock med undantag av Skåne, där den senast sågs 1913, hela Mellansverige samt vidare upp längs Norrlandskusten till Norrbotten.
Arten finns i hela Finlands fastland, dock vanligast i de södra delarna av landet kring landskapen Nyland, Egentliga Tavastland, Päijänne-Tavastland, Mellersta Finland och Södra Savolax. Den finns även i södra Norge upp till Trøndelag, men ej i Danmark.

## Status
Arten är inte rödlistad, utan klassificerad som livskraftig både globalt, i Sverige och i Finland.